# Cross Ange
Cross Ange: Rondo of Angels and Dragons (クロスアンジュ 天使と竜の輪舞, Kurosu Anju Tenshi to Ryū no Rondo) est une série télévisée d'animation japonaise du genre mecha. Elle est réalisée par le studio Sunrise et diffusée entre octobre 2014 et mars 2015. Dans les pays francophones, la série a été diffusée en simulcast par Wakanim et à la télévision sur Mangas.

## Synopsis
L'histoire se déroule dans un monde utopique. En effet, depuis que les humains ont acquis le « Mana », une nouvelle technologie comparable à de la magie, il n'y a plus de guerre, ni de famine, ni de pollution. Angelize Ikaruga Misurugi est la Première Princesse de l'Empire Misurugi, un puissant État qui semble régner en maître sur le monde entier. Très appréciée par la population, Angelize est une personnalité intelligente, charismatique et qui suscite l'admiration autour d'elle. Elle souhaite devenir une diplomate idéale dans le but de sceller pour toujours la paix sur Terre. Pour cela, elle est convaincue que les Norma (des êtres incapables d'utiliser le Mana, et plus encore, capables de le détruire) doivent être éliminés. Le jour de ses seize ans, lors de sa Cérémonie de Baptême, qui marque l'entrée de la Princesse dans la vie politique, elle est trahie par son propre frère qui révèle au monde entier un secret qu'elle-même ignorait. Angelize est une Norma. Chassée par ses pairs, elle découvre alors ce qu'il advient des Norma et plonge dans l'enfer qu'elle a elle-même encouragé... Envoyée sur une île, Arzenal, elle rejoint le rang des Norma et va désormais devoir se battre jusqu'à sa mort contre d'immenses Dragons venus d'une autre Terre, d'une supposée dimension parallèle. Mais quel est le véritable secret des Norma et, surtout, d'où provient cette fameuse technologie fabuleuse, le Mana ?

## Personnages
Ange / Angelise Ikaruga Misurugi (アンジュ / アンジュリーゼ・斑鳩・ミスルギ, Anju / Anjurīze Ikaruga Misurugi)
Première princesse de l'Empire Misurugi et deuxième enfant du couple impérial, c'est une fille admirée de tous. Elle se soucie beaucoup du bien être de son peuple et est angoissée à l'idée de faire son entrée dans le monde politique. À la fois impatiente d'accomplir son rôle de Princesse et inquiète à l'idée de ne pas être à la hauteur, elle est convaincue que les Norma représente une menace pour la stabilité du monde et encourage leur élimination. Cependant, à la suite des manigances de son frère aîné, elle apprend qu'elle est elle-même une Norma et est envoyée à la Prison Arzenal dont le grand public (et elle-même) ignore l'existence. Elle subit à son arrivée des tortures de la part de la Commandante en Chef, Jill, et perd son titre. Désormais juste « Ange », elle abandonne son ancienne vie et décide de ne vivre que pour tuer des DRAGON (acronyme pour Dimensional Rift Attuned Gargantuan Organic Neototype). Grâce à ses talents de pilotes, elle devient l'une des rares « élues » capables de manipuler un mécha spécial (un Ragna-Mail par opposition aux méchas utilisés par les autres Norma, les Para-Mail), le « Villkiss », ce qui attire la jalousie et la convoitise d'autres Norma. Elle chante régulièrement la chanson emblématique de la famille impériale, le Conte Éternel, qui l'aide à s'apaiser. Elle garde aussi précieusement la Bague de la famille impériale qui lui fut offert par sa mère la veille de ses seize ans. Plus tard, on apprend que le Villkiss ne peut dévoiler ses véritables capacités de combat que lorsque le pilote possède la Bague et chante le Conte Éternel. Ainsi, Ange devient le personnage clé pour bon nombre de Norma. Au cours de l'histoire, la Princesse change radicalement de caractère, passant de l'héritière endoctrinée et sûre de son savoir au soldat distant et revanchard. Par la suite, elle fait partie des Meneurs de la Révolution organisée par les Norma, le Libertas.
Salia Tereshkova (サリア・テレシコワ, Saria Tereshikowa)
Une jeune fille de dix-sept ans, Norma comme Ange. Elle devient la Capitaine de Premier Bataillon après la mort de Zola Axberg, qui sauva Ange de la mort. Introvertie et très sérieuse, elle a du mal à s'imposer vis-à-vis d'Ange malgré son rang hiérarchique plus élevé. Élevée depuis toujours au sein d'Arzenal, elle connaît les plans du Libertas et à la suite de l'échec de la Révolution dix ans auparavant, elle s'était promise de devenir la Meneuse de la prochaine révolte, en pilotant le Villkiss. Cependant, elle a toujours échoué jusqu'alors à le manipuler. L'arrivée d'Ange remet en doute toutes ses convictions, car l'ex-Princesse est en mesure de l'utiliser sans grandes difficultés. Très proche de la Commandante en Chef, Jill, elle se sent trahie par cette dernière qui lui préférera Ange. Endoctrinée par Embryo, elle rejoint ses rangs et décide de combattre le Libertas.
Hilda / Hildegard Schlievogt (ヒルダ / ヒルデガルト・シュリーフォークト, Hiruda / Hirudegaruto Shurīfōkuto)
Norma et membre du Premier Bataillon, âgée de dix-sept ans, c'est une fille franche et très forte en gueule. Elle est en froid avec Ange depuis leur premier rencontre mais commencera à la haïr véritablement à la suite de la mort de son amante, Zola Axberg. Elle mène la vie dure à Ange à la suite de cela, jusqu'à ce que les deux trouvent un terrain d'entente lors de la mise en place du Libertas. En effet, Hilda n'a pas grandi à Arzenal comme la plupart des Norma mais a été élevée par sa mère, à la campagne, loin de l'agitation des villes. Son nom de naissance est donc Hildegard Schlievogt. Elle fut dénoncée par des voisins et arrêtée lorsqu'elle avait six ans. Marquée par la vie difficile à Arzenal, elle a pour objectif de s'enfuir de la Prison pour retrouver sa mère. Ce projet se concrétise grâce à l'intervention (non-intentionnelle) d'Ange, ce qui les rapproche. elle a secrètement souhaité s'échapper d'Arzenal et retourner chez sa mère. Cependant, une fois rentrée chez elle, elle est violemment rejetée par sa mère, qui a eu une autre fille entre-temps, nommée Hilda (qui n'est autre que le surnom de notre personnage). La seconde Hilda ressemble énormément à la première, en plus jeune et à la différence près qu'elle peut utiliser le Mana. Voyant toutes ses croyances s'effondrer, Hildegard tente de raisonner sa mère mais est violemment chassée, avec pour ordre de ne jamais revenir. On apprend donc que dix ans auparavant, quand Hildegard fut arrêtée, sa mère subit plusieurs interrogatoires et une forte propagande fut mise en place autour d'elle. Elle la rejette et lui demande de partir. Ramenée à Arzenal, Hilda révèle alors à Ange qu'elle n'a jamais aimé Zola, Rosalie et Chris et qu'elle les a supporté dans l'unique but de survivre et de s'enfuir. La trahison de sa mère l'emmène à développer une haine profonde envers le monde du Mana et de ses habitants. A la chute d'Arzenal, elle s'engage au sein du Libertas dont elle finit par devenir Commandante-en-Chef lorsque Jill est écartée de sa direction. Elle se réconcilie avec Rosalie puis avec Chris, malgré la trahison de cette dernière.
Vivian / Mii (ヴィヴィアン / ミィ, Vivian / Mī)
Norma et membre du Premier Bataillon, elle paraît très jeune mais est âgée de quinze ans. Pro du combat, elle est l'une des meilleures d'Arzenal. Joyeuse et enjouée, elle a toujours une sucette à la bouche et aime poser des quiz à ses autres camarades Norma. C'est aussi une des seules à apprécier Ange avec Ersha. Elle ne tient d'ailleurs pas compte des remarques discriminantes que prononce l'ex-Princesse à son arrivée dans la Prison. Cependant, elle n'est pas naïve et innocente (contrairement à la plupart des jeunes filles d'Arzenal) et n'hésite pas à mettre les autres dans l'embarras, notamment lorsqu'elle demande aux deux nouvelles recrues, Coco et Miranda, laquelle des deux sera tuée en premier. Elle ne dit pas pour autant cela par méchanceté et semble plutôt agir comme bon lui semble. On apprend au cours de la série qu'elle n'est pas une Norma comme les autres. Elle participe également au Libertas et est l'une des meilleures alliées d'Ange. C'est aussi une grande fan du Conte Éternel, la chanson que chante régulièrement l'héroïne.
Rosalie (ロザリー, Rozarī)
Norma et membre du Premier Bataillon, elle est âgée de dix-sept ans et fait partie du trio Rosalie/Hilda/Chris. Elle pilote un Para-mail comme les autres Norma et est spécialisée dans les armes légères. Elle n'est cependant pas très talentueuse mais a, d'après ses camarades, réussi à survivre aussi longtemps en se plaçant sous la protection de personnes plus douées qu'elle. Rosalie a aussi une tendance à l'avarice et est souvent agitée lorsqu'il s'agit de gagner de l'argent. Elle n'est pas très finaude et voit rarement plus loin que le bout de son nez, c'est d'ailleurs pour cela qu'elle ne remarque pas le malaise de Chris et l'hypocrisie d'Hilda. Elle les considère comme ses deux meilleures amies et fait tout pour réconcilier le groupe après la désolidarisation de la bande. La mort de Zola (dont elle était aussi l'amante) la touchera énormément. Elle en veut beaucoup à Ange pour cela et mettra du temps avant de l'accepter. Par la suite, elle rejoint le Libertas et souhaite retrouver Chris, dont elle ne comprend pas le changement de camp. On apprend par la suite qu'elle est amoureuse de Chris depuis longtemps mais qu'elle ne lui a jamais dit.
Ersha (エルシャ, Erusha)
Norma et membre du Premier Bataillon, elle est âgée de dix-huit ans. Elle est une des seules à accueillir Ange à bras ouverts, et même à la soutenir. Douce et gentille, elle est considérée comme une figure maternelle au sein de la Prison. Elle est très attachée aux enfants Norma dont elle s'occupe. Elle se comporte un peu comme la grande sœur de Vivan et parfois d'Ange. Comme toutes les Norma, elle pilote un Para-Mail mais elle est spécialisée dans les armes lourdes. Pendant l'attaque d'Arzenal par Julio, devenu Empereur, Ersha assiste impuissante au massacre des enfants de la Prison. Totalement perdue, elle voit ensuite Embryo les ramener à la vie. Il lui promet alors une place à part dans son « nouveau monde ». Elle commence à douter de la nécessité du Libertas (qu'elle soutient au départ) et finit par rejoindre Embryo avec Chris et Salia. Elle pilote alors un Ragna-Mail.
Chris (クリス, Kurisu)
Norma et membre du Premier Bataillon, elle est âgée de seize ans. Membre du trio Rosalie/Hilda/Chris, elle en voudra terriblement à Ange pour la mort de Zola (dont elle était aussi l'amante et qu'elle aimait sincèrement). Elle pilote un Para-Mail et est spécialisée dans les armes lourdes. Elle est la plus introvertie du trio mais n'hésite pas à s'exprimer quand il le faut (elle insulte violemment Ange à plusieurs reprises). Cependant, elle nourrit un gros complexe vis-à-vis des autres filles d'Arzenal (en particulier Hilda et Rosalie) depuis l'enfance, elle se sent en permanence comme la cinquième roue du carrosse mais ne laisse jamais rien paraître. Elle est blessée lorsqu'elle découvre qu'Hilda a toujours menti au sujet de leur amitié et s'engage alors plus dans une relation « unique » avec Rosalie. Lors de l'attaque d'Arzenal par Julio, elle est tuée lors d'un raid de soldats. Avant de mourir, elle constate qu'Hilda et Rosalie poursuivent leur mission sans se « soucier » d'elle. Ramenée à la vie par Embryo, celui-ci lui propose de le rejoindre et la traite d'égal à égal. Elle voit alors en lui l'ami/l'égal qu'elle a toujours recherché suivre et se joint à sa cause. Elle pilote alors un Ragna-Mail.
Jill / Alektra Maria von Loewenherz (ジル / アレクトラ・マリア・フォン・レーベンヘルツ, Jiru / Arekutora Maria fon Reebenherutsu)
Norma et Commandante-en-Chef d'Arzenal, elle est âgée de vingt-neuf ans. Elle n'hésite pas à torturer Ange lors de son arrivée à Arzenal dans le but de la « maîtriser ». C'est une femme forte, très intelligente et une excellente tacticienne. Elle est aussi très dure et exigeante avec ses subordonnées, quitte à paraître froide (même avec Salia, qui lui voue pourtant une admiration sans bornes). C'est elle qui est à l'origine du Libertas, qu'elle a planifié en secret avec l'aide d'autres Norma. Elle est également la première pilote du Villkiss, avant Ange. L'arrivée de cette dernière redonne confiance à Jill qui a vu la première révolte des Norma être matée dix ans auparavant. Tout comme Ange, Jill est de sang impérial : elle est la fille légitime de l'Empereur de Galia, empire voisin de l'Empire Misurugi (d'où est originaire Ange). De son vrai nom Alektra Maria von Löwenherz, elle est officiellement décédée à l'âge de dix ans des suites d'une maladie. Officieusement, son statut de Norma fut révélé et elle fut envoyée à Arzenal. Tout comme Ange, elle possède une Bague Impériale qui lui permit de dévoiler la vraie puissance du Villkiss. Cependant, contrairement à notre héroïne, elle ne connaissait pas le Conte Éternel et elle finit par être rejetée par le Villkiss. Elle perdit son bras droit lorsque les contrôles du mécha lui échappèrent. Elle possède désormais une prothèse. Il y a dix ans, elle menait la révolte des Norma grâce à la force du Villkiss. Elle connaissait notamment Tusk et ses parents. Toutefois, lorsque le mécha la rejeta, la révolte finit par être un échec et beaucoup de ses camarades moururent. Elle-même fut capturée par Embryo et est torturée par ce dernier. Lorsqu'elle retourne à Arzenal, elle décide de travailler sur le Libertas et attend l'arrivée d'une personne capable de piloter le Villkiss. Elle place donc de grands attentes en Ange.
Emma Bronson (エマ・ブロンソン, Ema Buronson)
Elle est l'Inspectrice Générale d'Arzenal et est une humaine capable d'utiliser le Mana. Elle est âgée de vingt-deux ans. Elle se croit capable de gérer les Norma, mais ignorait tout des plans du Libertas. Paradoxalement, elle se montre beaucoup moins agressive envers Ange à son arrivée que Jill. Elle n'est d'ailleurs pas crainte des Norma. Lors de l'attaque d'Arzenal par Julio, elle devait être massacrée avec les Norma, ce qui lui fit prendre conscience de l’ambiguïté du monde. Depuis, elle lutte aux côtés de Jill pour accomplir le Libertas.
Zhao Mei (趙 メイ, Chō Mei)
Norma est membre de l'équipe de maintenance des Para-mail d'Arzenal, elle est âgée de quatorze ans. Malgré son jeune âge, elle connait extrêmement bien les Para-Mail et est l'une des meilleures mécaniciennes de la Prison. Elle affirme qu'elle peut comprendre les sentiments des pilotes lorsqu'elle s'occupe des réparations sur les méchas. Elle avait une sœur aînée, Zhao Fei-Ling, qui est décédée lors de la première révolte des Norma, il y a dix ans. Fidèle à Jill, Mei s'occupe énormément du Villkiss en attendant le lancement du Libertas.
Maggy (マギー, Magī)
Norma et médecin d'Arzenal, c'est probablement la meilleure amie de Jill. Elle connaît les plans du Libertas et soutient la jeune femme dans son entreprise. Elle a aussi tendance à boire pas mal d'alcool.
Jasmine (ジャスミン, Jasumin)
Norma et ancienne Commandante-en-Chef d'Arzenal, elle céda sa place à Jill à la suite de l'échec de la première révolte des Norma, il y a dix ans. Désormais, elle tient la seule boutique de la Prison, « Jasmine Mall », avec son chien, Vulcan. C'est elle qui forma une alliance avec « l'Ancien Peuple » (dont faisait partie le père de Tusk).
Zola Axberg (ゾーラ・アクスバリ, Zōra Akusubari)
Norma et capitaine du Premier Bataillon dans lequel entre Ange, elle est âgée de vingt-sept ans. Perverse bien connue d'Arzenal, elle pratique régulièrement des attouchements sur les Norma, même si ses favorites sont Hilda, Chris et Rosalie. Elle tente de violer Ange avant d'être interrompue par le signal de combat. Elle meurt en mission en sauvant Ange de la mort.
Coco Reeve (ココ・リーブ, Koko Rību)
Norma, Elle était une nouvelle recrue du premier bataillon. Elle était une fille pleine de rêve, elle aime le pudding, et les livres d'images. Elle pensait qu'Angelise était belle forte comme les héros de conte de fée, pour cela elle l'admirait. Elle meurt lors de sa première mission.
Miranda Campbell (ミランダ・キャンベル, Miranda Kyanberu)
Norma, il s'agit d'un nouvelle recrue, elle est arrivée en même temps que coco et Ange au du premier bataillon. Elle s'efforce de travailler dur en vertu de l'ancien capitaine, Zola. Elle ne veut pas de traitement préférentiel, même si elle était une nouvelle recrue.
Tusk (タスク, Tasuku)
Il est un descendant de « l'ancien peuple ». Ce sont des personnes nées avant l'invention de Mana et ils s'opposent à la société utilisant le mana. Il est allié avec Arzenal. Il est le « Chevalier du Villkiss », il est prêt à tout pour protéger Ange.
Embryo (エンブリヲ, Enburiwo)
Il est le créateur du « Monde de Mana », il contrôle tout dans l'ombre. Cependant, après avoir considéré que le monde de Mana est un échec, il désire « détruire ce monde et d'en créer un nouveau ». Il souhaite faire de Ange sa femme et de reconstruire un nouveau monde avec elle. Il possède des armes de l'Antiquité perdus, comme les Ragna-mail et le «pilote» d'une de ses unités.
Momoka Oginome (モモカ・荻野目, Momoka Oginome)
Elle n'est pas une norma, elle est l'ancienne bonne personnelle d'Angelise Ikaruga Misurugi.

## Manga
Le manga Cross Ange est prépublié à partir d'août 2014 dans le magazine en ligne ComicWalker. La série comporte un total de trois tomes, publiés entre décembre 2014 et août 2015,.

## Anime
L'anime Cross Ange est produit au sein du studio Sunrise avec une réalisation de Yoshiharu Ashino, un scénario de Tatsuto Higuchi et des compositions de Akiko Shikata. Sa diffusion débute le 4 octobre 2014 sur Tokyo MX.
Dans les pays francophones, la série est diffusée en simulcast par Wakanim et à la télévision sur Mangas. Cette série ne profite pas de l'offre gratuite de Wakanim du fait de ses scènes de violence.

### Liste des épisodes
| No | Titre de l’épisode en français | Titre original de l’épisode                    | Date de 1re diffusion |
| -- | ------------------------------ | ---------------------------------------------- | --------------------- |
| 1  | Princesse Déchue               | 堕とされた皇女 Otosareta kōjo                  | 4 octobre 2014        |
| 2  | Âme indomptable                | まつろわぬ魂 Matsurowanu tamashī               | 11 octobre 2014       |
| 3  | L'éveil de Villkiss            | ヴィルキス覚醒 Virukisu kakusei                | 18 octobre 2014       |
| 4  | Rébellion solitaire            | ひとりぼっちの反逆 Hitori botchi no hangyaku   | 25 octobre 2014       |
| 5  | Ange perdue                    | アンジュ、喪失 Anju, sōshitsu                  | 1er novembre 2014     |
| 6  | Momoka arrive !                | モモカが来た! Momoka ga kita!                  | 8 novembre 2014       |
| 7  | La mélancolie de Salia         | サリアの憂鬱 Saria no yūutsu                   | 15 novembre 2014      |
| 8  | Escapade en bikini             | ビキニ・エスケイプ Bikini esukeipu             | 22 novembre 2014      |
| 9  | La ville natale traître        | 裏切りの故郷 Uragiri no furusato               | 29 novembre 2014      |
| 10 | Adieux depuis la potence       | 絞首台からサヨナラを Kōshu-dai kara sayonara o | 6 décembre 2014       |
| 11 | La chanson du Dragon           | 竜の歌 Ryū no uta                              | 13 décembre 2014      |
| 12 | Le passé du bras droit         | 右腕の過去 Migiude no kako                     | 20 décembre 2014      |
| 13 | Arzenal en flammes             | 武器工廠、炎上 Aruzenaru, enjō                 | 3 janvier 2015        |
| 14 | Ange et Tusk                   | アンジュとタスク Anju to tasuku                | 10 janvier 2015       |
| 15 | L'autre Terre                  | もう一つの地球 Mōhitotsu no chikyū             | 17 janvier 2015       |
| 16 | Résonance au front             | 共鳴戦線 Kyōmei sensen                         | 24 janvier 2015       |
| 17 | L'ange noir destructeur        | 黒の破壊天使 Kuro no hakai tenshi              | 31 janvier 2015       |
| 18 | La mer de la séparation        | 決別の海 Ketsubetu no umi                      | 7 février 2015        |
| 19 | L'accordeur du temps           | 時の調律者 Toki no Chōritsu-sha                | 14 février 2015       |
| 20 | Ce que Dieu désire             | 神の求魂 Kami no Kyū Kon                       | 21 février 2015       |
| 21 | Ce qu'il reste                 | 遺されるもの Nokosa reru mono                  | 28 février 2015       |
| 22 | Nécessaire                     | Necessary                                      | 7 mars 2015           |
| 23 | Un monde de distorsion         | ゆがむ世界 Yugamu sekai                        | 14 mars 2015          |
| 24 | Un combat sans lendemain       | 明日なき戦い Asu naki tatakai                  | 21 mars 2015          |
| 25 | Par-delà le temps              | 時の彼方で Toki no kanata de                   | 28 mars 2015          |

### Musique
| Générique | Début    | Début                                     | Début          | Fin      | Fin                                       | Fin          |
| Générique | Épisodes | Titre                                     | Artiste        | Épisodes | Titre                                     | Artiste      |
| --------- | -------- | ----------------------------------------- | -------------- | -------- | ----------------------------------------- | ------------ |
| 1         | 1 – 12   | Kindan no Resistance (禁断のレジスタンス) | Nana Mizuki    | 1 – 12   | Rinrei (凛麗)                             | Eri Kitamura |
| 2         | 13 – 25  | Shinjitsu no Mokushiroku (真実の黙示録)   | Yōko Takahashi | 13 – 24  | Shūmatsu no Love song (終末のラブソング)  | Nana Mizuki  |
| 2         | 13 – 25  | Shinjitsu no Mokushiroku (真実の黙示録)   | Yōko Takahashi | 25       | Kindan no Resistance (禁断のレジスタンス) | Nana Mizuki  |

### DVD

#### Coffret DVD 1
- Date de sortie :  24 décembre 2014
- Inclus dans le coffret DVD :
  - Épisodes 1, 2, 3 - Environ 72 minutes.
  - Bonus : Cross Ange: Tenshi to Ryuu no Rondo Original Soundtrack 1.

#### Coffret DVD 2
- Date de sortie :  21 janvier 2015
- Inclus dans le coffret DVD :
  - Épisodes 4, 5, 6 - Environ 72 minutes.
  - Bonus : Radio CD 「クロスアンジュ 〜ロザリ-とメイのradio〜 完全版」 (Cross Ange ~Rosalie to Mei no radio~ kanzenhan).

#### Coffret DVD 3
- Date de sortie :  25 février 2015
- Inclut dans le coffret DVD :
  - Épisodes 7, 8, 9 - Environ 72 minutes.
  - Bonus : Drama CD 「プリティ・サリアン、危機一髪！」 (Pretty Salian, kikiippatsu!).

#### Coffret DVD 4
- Date de sortie:  25 mars 2015
- Inclut dans le coffret DVD :
  - Épisodes 10, 11, 12 - Environ 72 minutes.
  - Bonus : Cross Ange: Tenshi to Ryuu no Rondo Original Soundtrack 2.

#### Coffret DVD 5
- Date de Sortie :  22 avril 2015
- Inclus dans le coffret DVD :
  - Épisodes 13, 14, 15 - Environ 72 minutes.
  - Bonus : Radio CD 「クロスアンジュ～ヴィヴィアンとサラのradio～＆～アンジュとタスクのradio～ 完全版」 (Cross Ange ~Vivian to Sala no radio~&~Ange to Tusk no radio~ kanzenhan).

#### Coffret DVD 6
- Date de Sortie :  27 mai 2015
- Inclus dans le coffret DVD :
  - Épisodes 16, 17, 18 - Environ 72 minutes.
  - Bonus : Drama CD 「アンジュとタスク、ときどき犬」 (Ange to Tusk, tokidoki inu).

#### Coffret DVD 7
- Date de Sortie :  24 juin 2015
- Inclus dans le coffret DVD : 
  - Épisodes 19, 20, 21 - Environ 72 minutes.
  - Bonus : Cross Ange: Tenshi to Ryuu no Rondo Original Soundtrack 3 et des clips de musiques.

#### Coffret DVD 8
- Date de Sortie :  22 juillet 2015
- Inclus dans le coffret DVD :
  - Épisodes 22, 23, 24, 25 - Environ 96 minutes.
  - Bonus :